# Jakub Słowik
Jakub Słowik, né le 31 août 1991, est un footballeur polonais, évoluant au poste de gardien de but à Konyaspor.

## Biographie
Słowik commence sa carrière professionnelle en 2010 avec le club du Jagiellonia Białystok. En 2012, il est prêté au Warta Poznań. En 2014, il est transféré au Pogoń Szczecin. En 2017, il est transféré au Śląsk Wrocław. En 2019, il est transféré au Vegalta Sendai.
Le 2 février 2013, il fait ses débuts avec l'équipe nationale polonaise contre l'équipe de Roumanie.